# Rujm el-Hiri
Rujm el-Hiri (en árabe رُجم الهِرّي, también Gilgal Refaim, Rujm al-Hirrī) es un yacimiento arqueológico en Siria.
Se trata de un antiguo monumento megalítico constituido por varios círculos concéntricos de piedras y caracterizado por un túmulo en el centro de aproximadamente 4,5 m de altura. Se encuentra en los Altos del Golán a aproximadamente 16 km de la costa oriental del mar de Galilea, en el centro de una amplia meseta donde están presentes numerosos dolmen. El monumento está compuesto por más de 42 000 rocas basálticas dispuestas en círculos concéntricos. El lugar se remonta a la primera Edad del Bronce (3000 a. C.-2750 a. C.).